# جسیکا الکساندر
جسیکا الکساندر (به انگلیسی: Jessica Alexander) (زاده ۱۹ ژوئن ۱۹۹۹) بازیگر انگلیسی است.
از کارهای معروف او می‌توان به بازی در فیلم‌های پری دریایی کوچولو اشاره کرد.